# 더 피너클 (광저우시)
더 피너클(중국어: 广晟国际大厦, 영어: The Pinnacle) 혹은 그랜드 국제 맨션(Grand International Mension), 광 셍 국제 빌딩(Guang Sheng International Tower)은 중국, 광둥성, 광저우 톈허 구에 위치한 마천루이다. 지상 60층, 360m의 마천루로 2014년 현재 광저우 시에서 세 번째로 높은 건물이다.

## 같이 보기
- IFC 광저우
- 시틱 플라자
- 세계 마천루 목록